# Pavillon Palasis-Prince
Le pavillon Palasis-Prince  (PAP) est l'un des bâtiments de l'Université Laval, à Québec.

## Description
Conçu dans le style moderne par Lucien Mainguy,.

Nommé d'après Palasis Prince, fondateur de la Faculté des sciences de l'administration de l'Université Laval (FSA ULaval), on y retrouve tous les départements dépendant de cette faculté. On y enseigne les différentes disciplines propres à la gestion des entreprises. On y retrouve le Théâtre de la cité universitaire (TCU), pouvant contenir plus de 600 personnes.

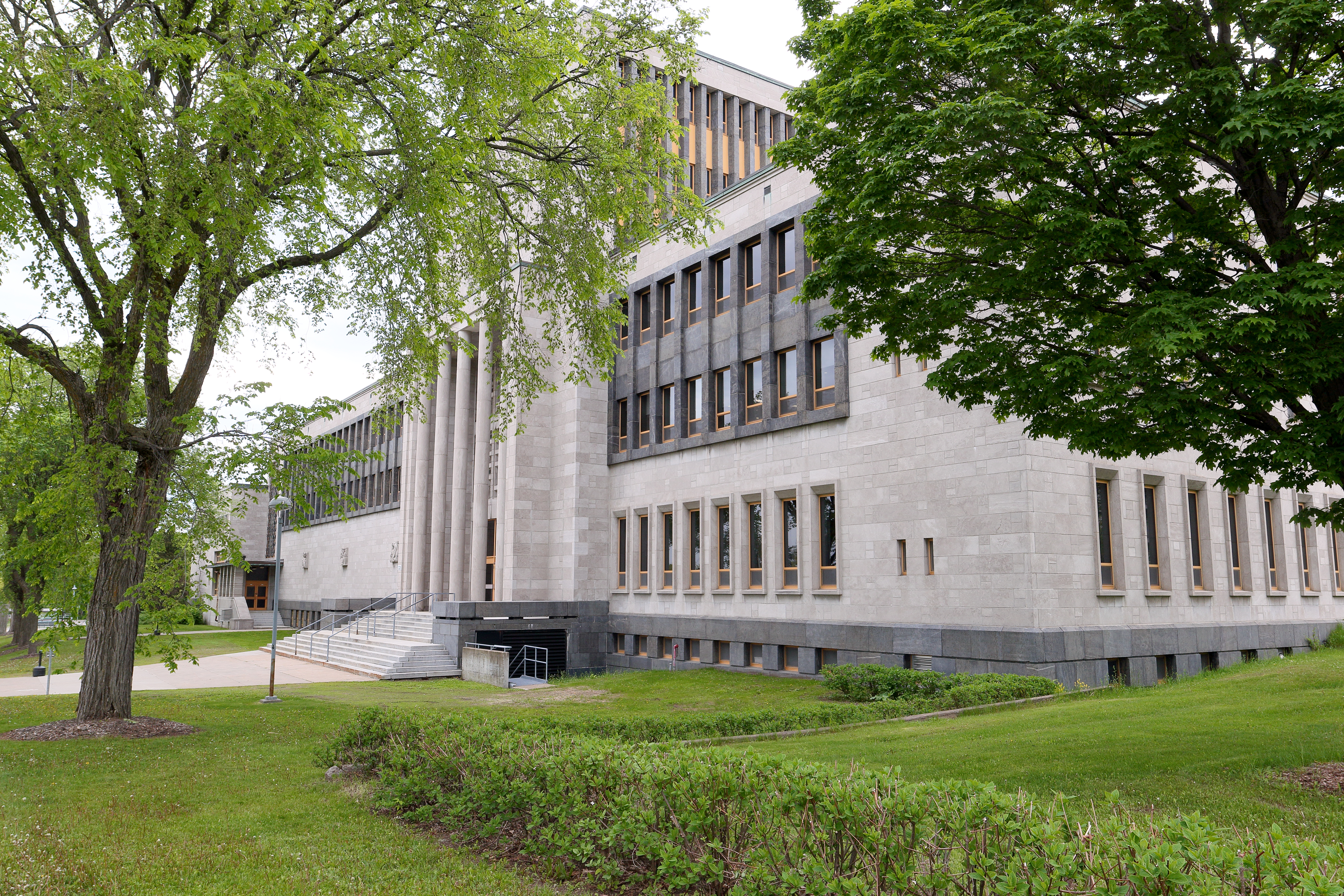
Façade
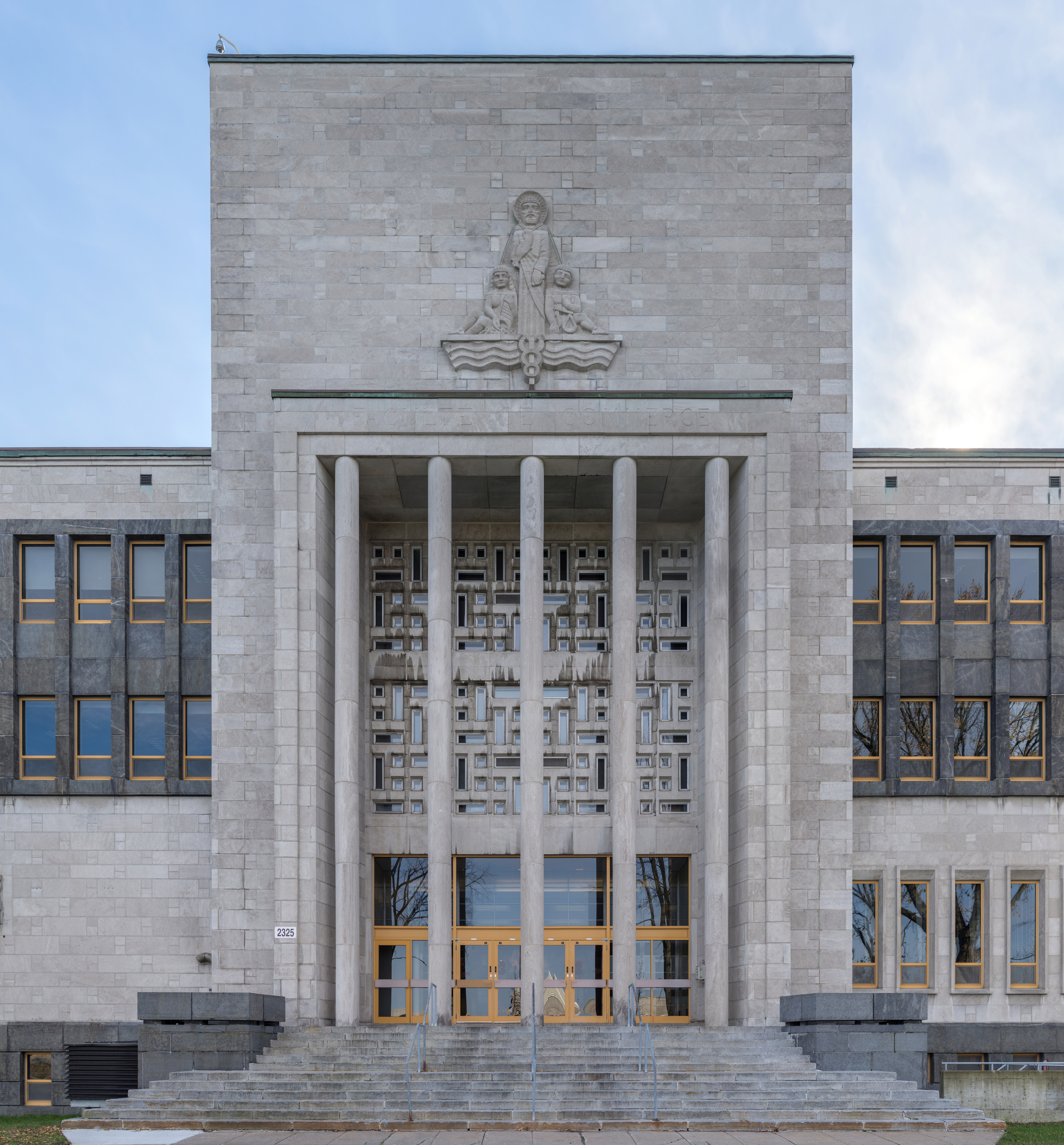
Entrée principale
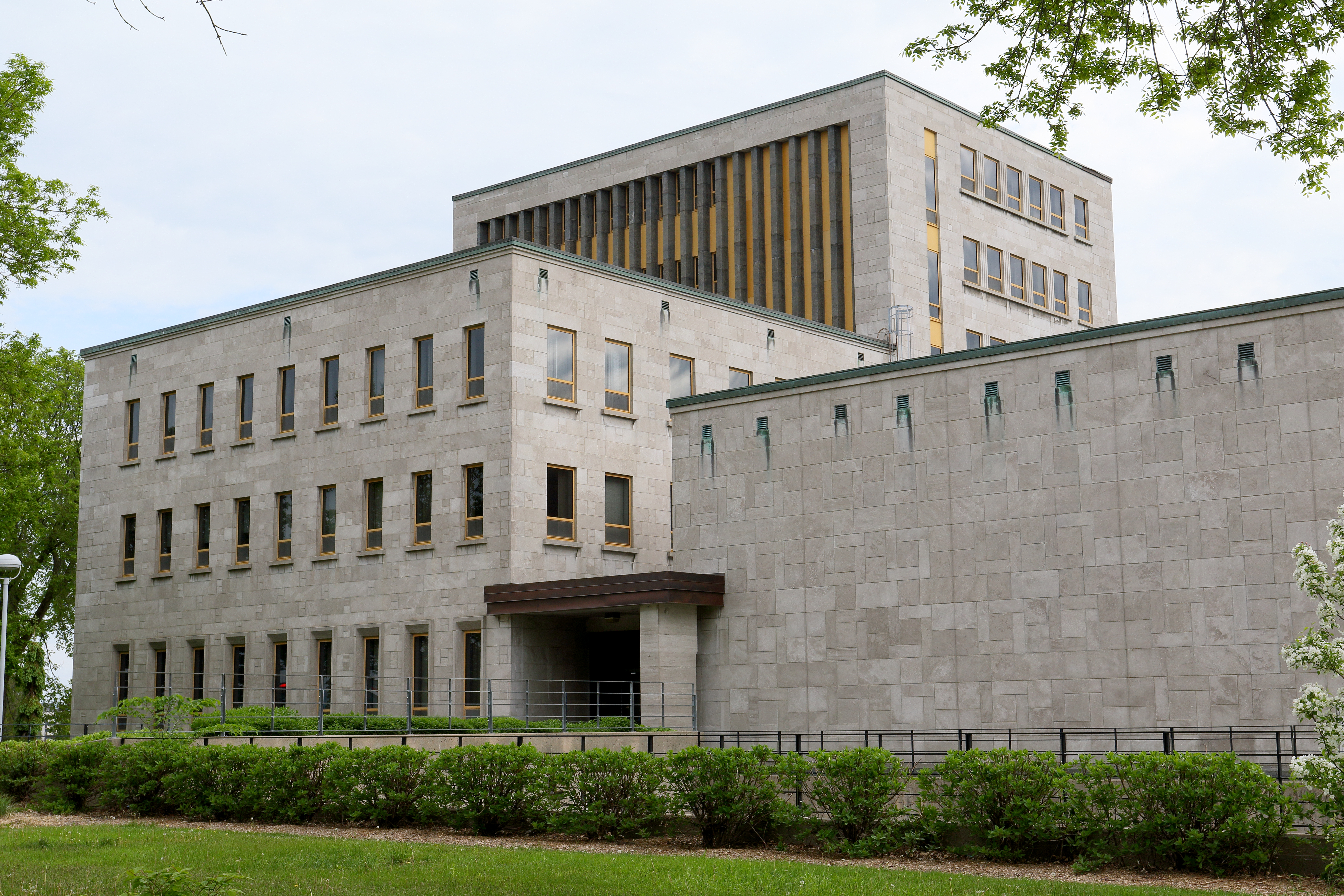
Côté ouest
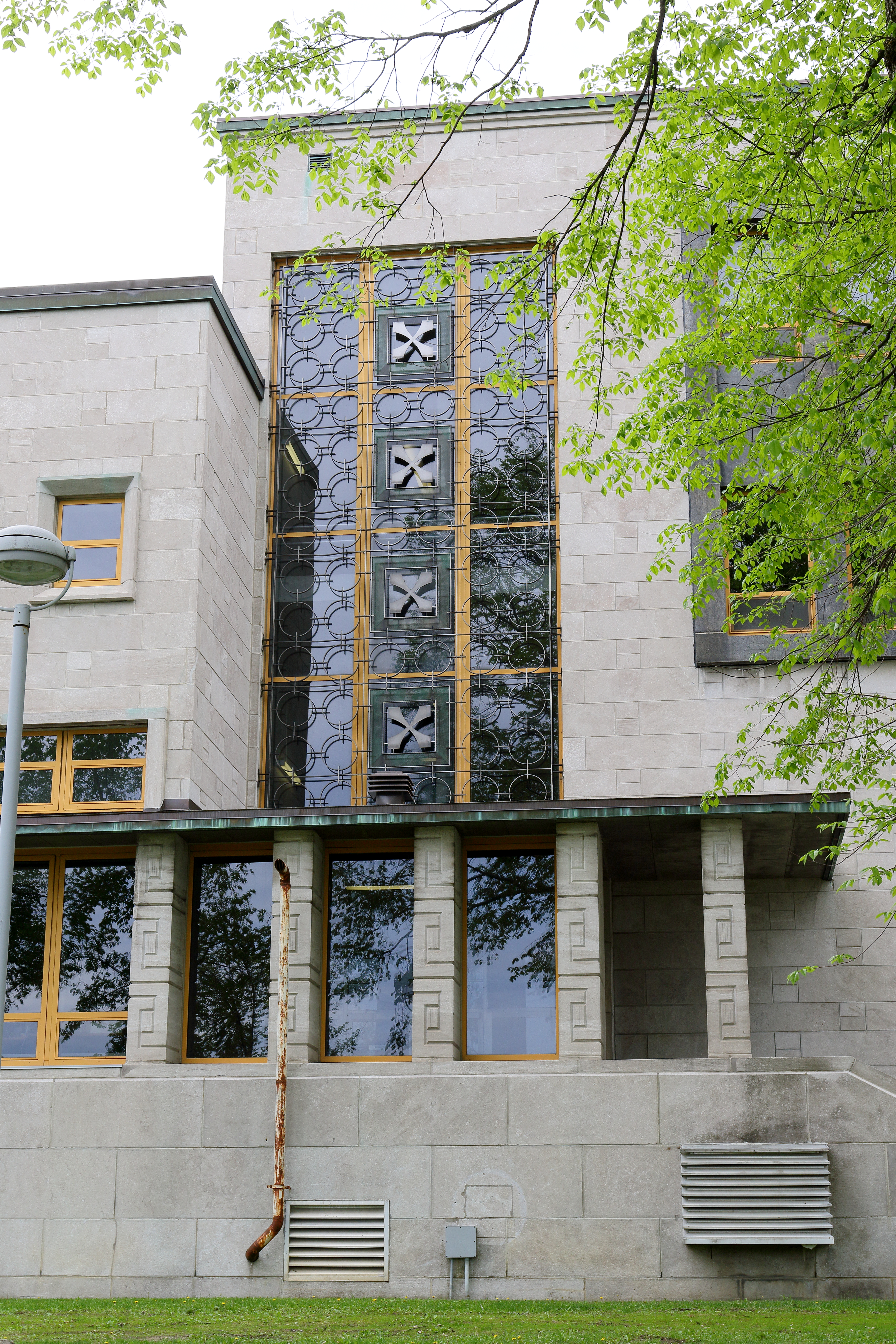
détail de la façade
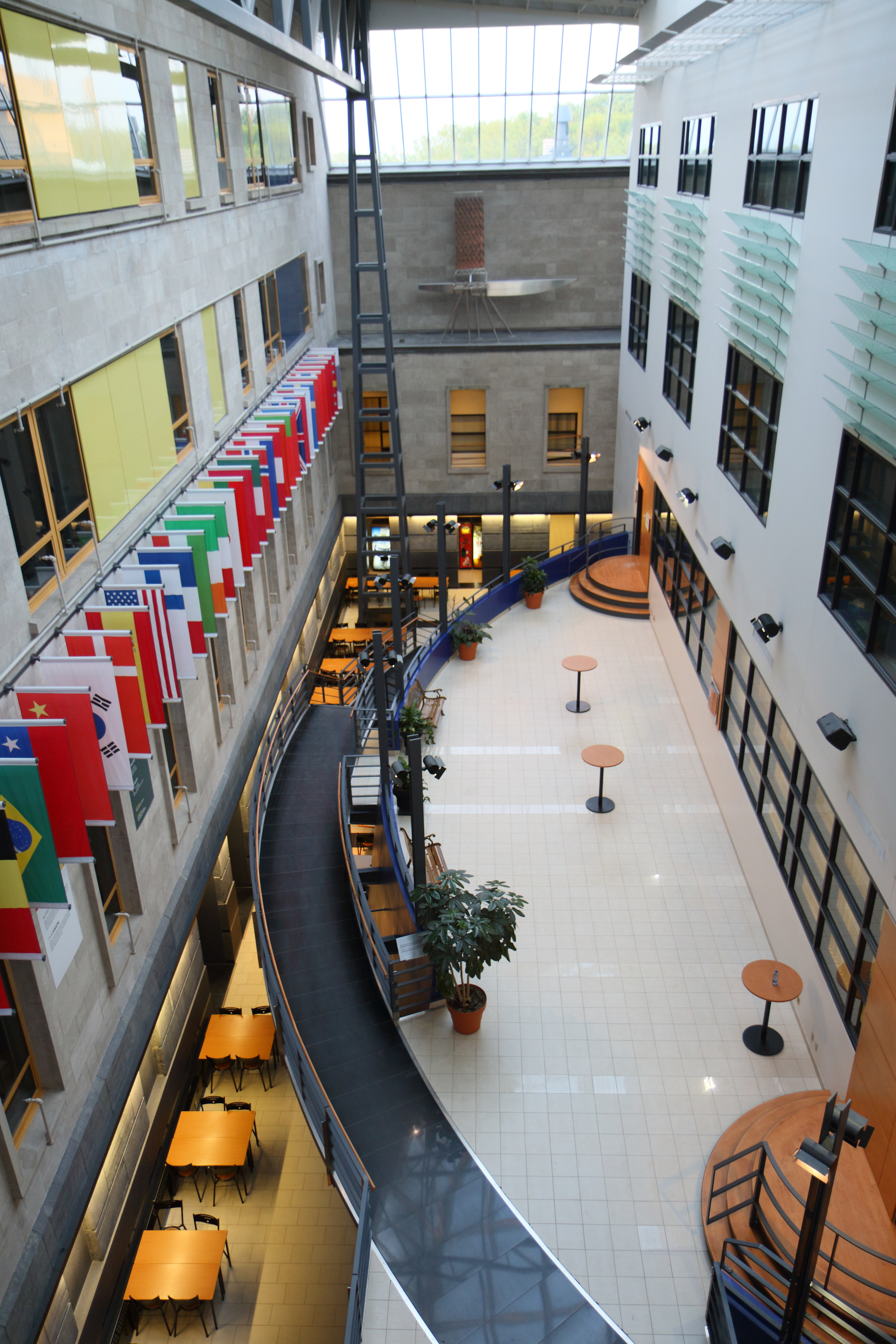
Atrium Pierre-H. Lessard

## Histoire
Le pavillon Palasis-Prince est construit en 1952, trois ans après le pavillon Abitibi-Price. C'est le deuxième bâtiment érigé sur le campus principal de l'université Laval. Depuis sa construction, il héberge la Faculté des sciences de l’administration. La construction est financée par une campagne publique de souscription de 1,5 million de dollars canadiens. Il reçoit aussi une contribution supplémentaire du gouvernement Duplessis, qui permet son bon fonctionnement les 15 premières années. Il est considéré comme une œuvre majeure de Lucien Mainguy. L' édifice est caractérisé par les nombreuses œuvres artistiques intégrées au bâtiment.
En 1998-1999, ce dernier subit des travaux d'agrandissement et de modernisation dont le coût s'élève à près de 23 millions de dollars. Initialement prévu pour accueillir 600 étudiants, l'édifice héberge plus de 4000 étudiants, ce qui rend les travaux indispensables. L'agrandissement est réalisé par la firme GLCRM Architectes. Il est agrandi une seconde fois dans les années 2010.

## Art public
Plusieurs œuvres d'art public ornent ce pavillon, autant à l'extérieur qu'à l'intérieur.  

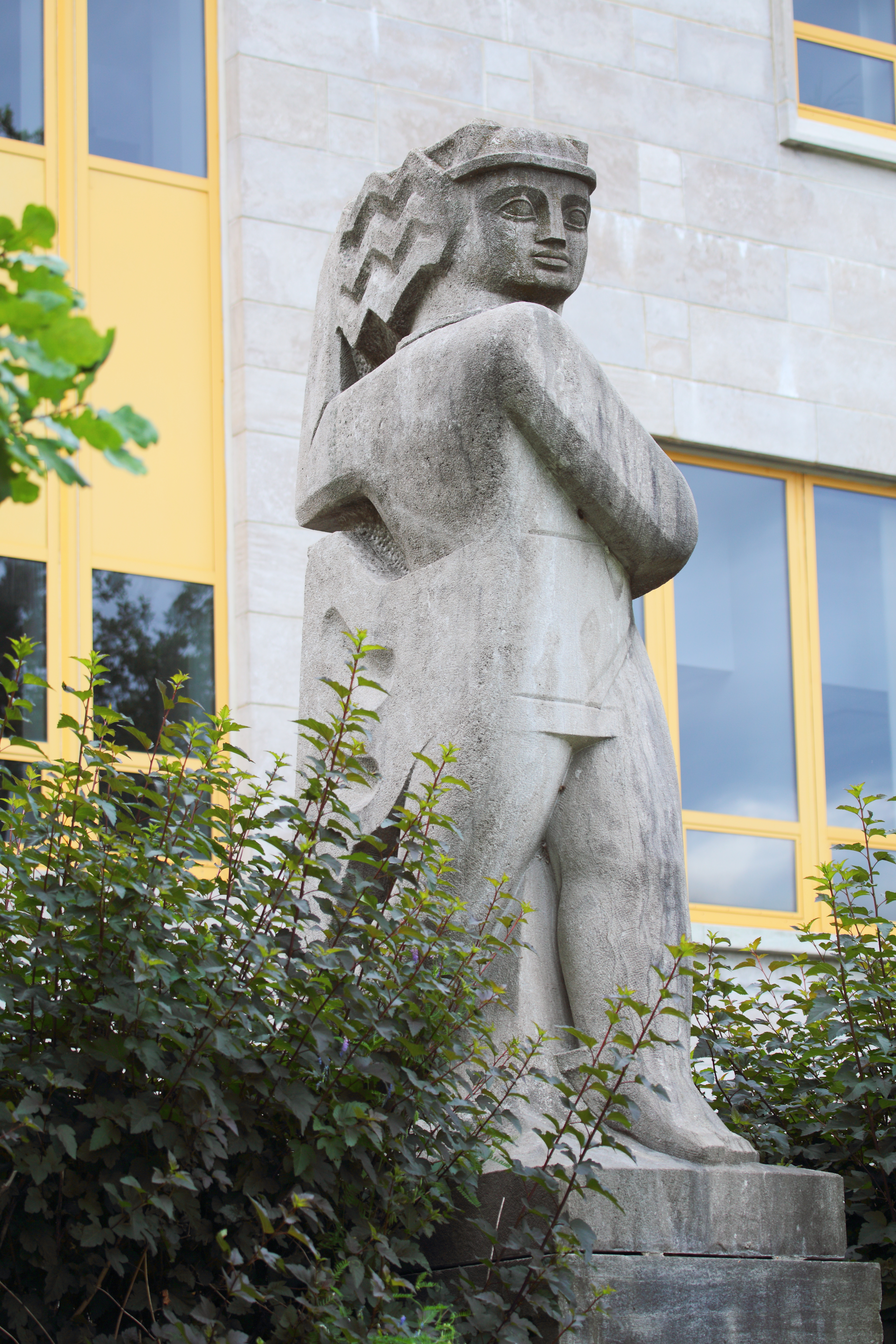
Hermès de Marius Plamondon
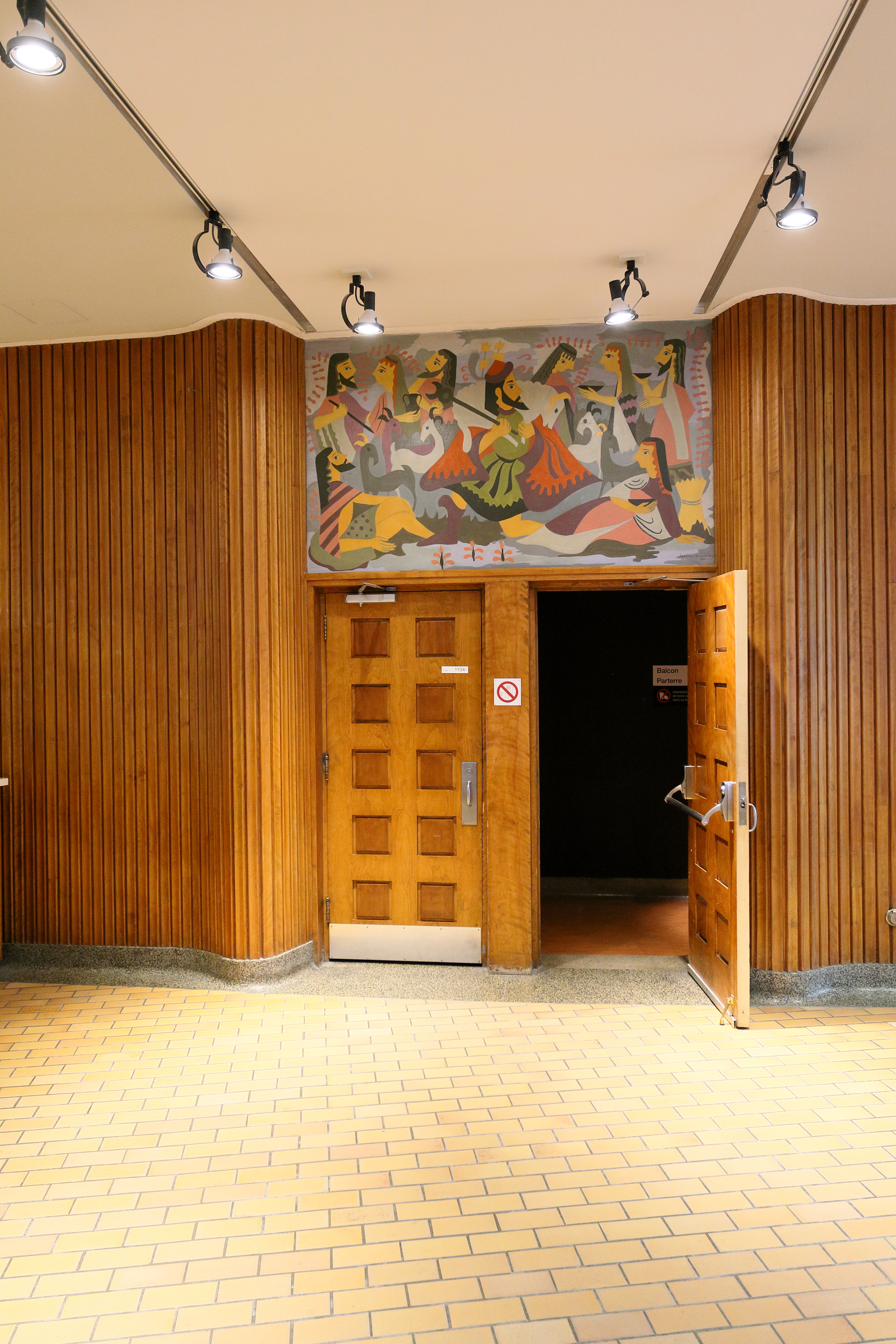
Hermès dérobant les troupeaux d'Apollon de Jacques Blouin
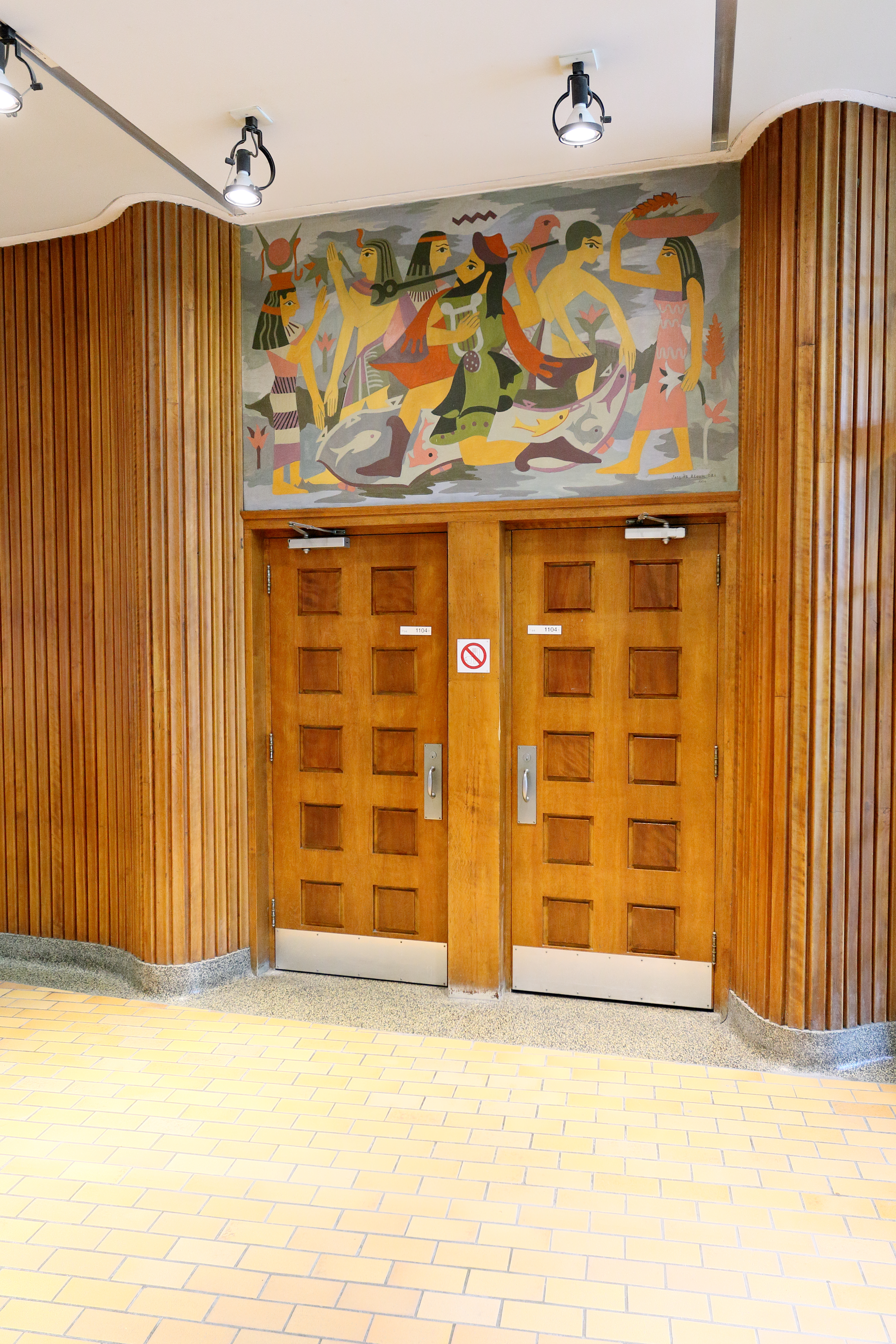
Hermès jouant de la lyre enchantée de Jacques Blouin
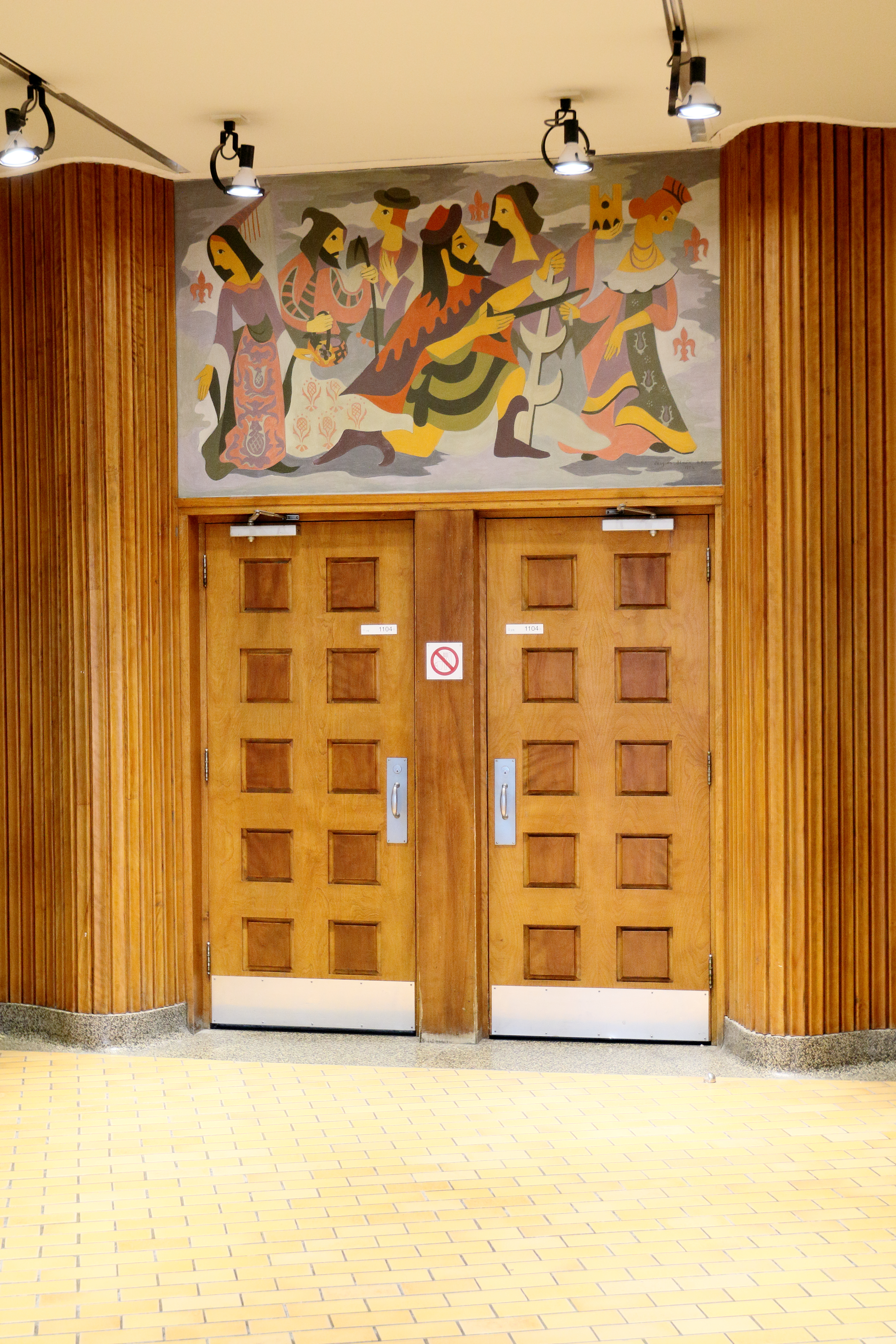
Hermès taillant le caducée de Jacques Blouin
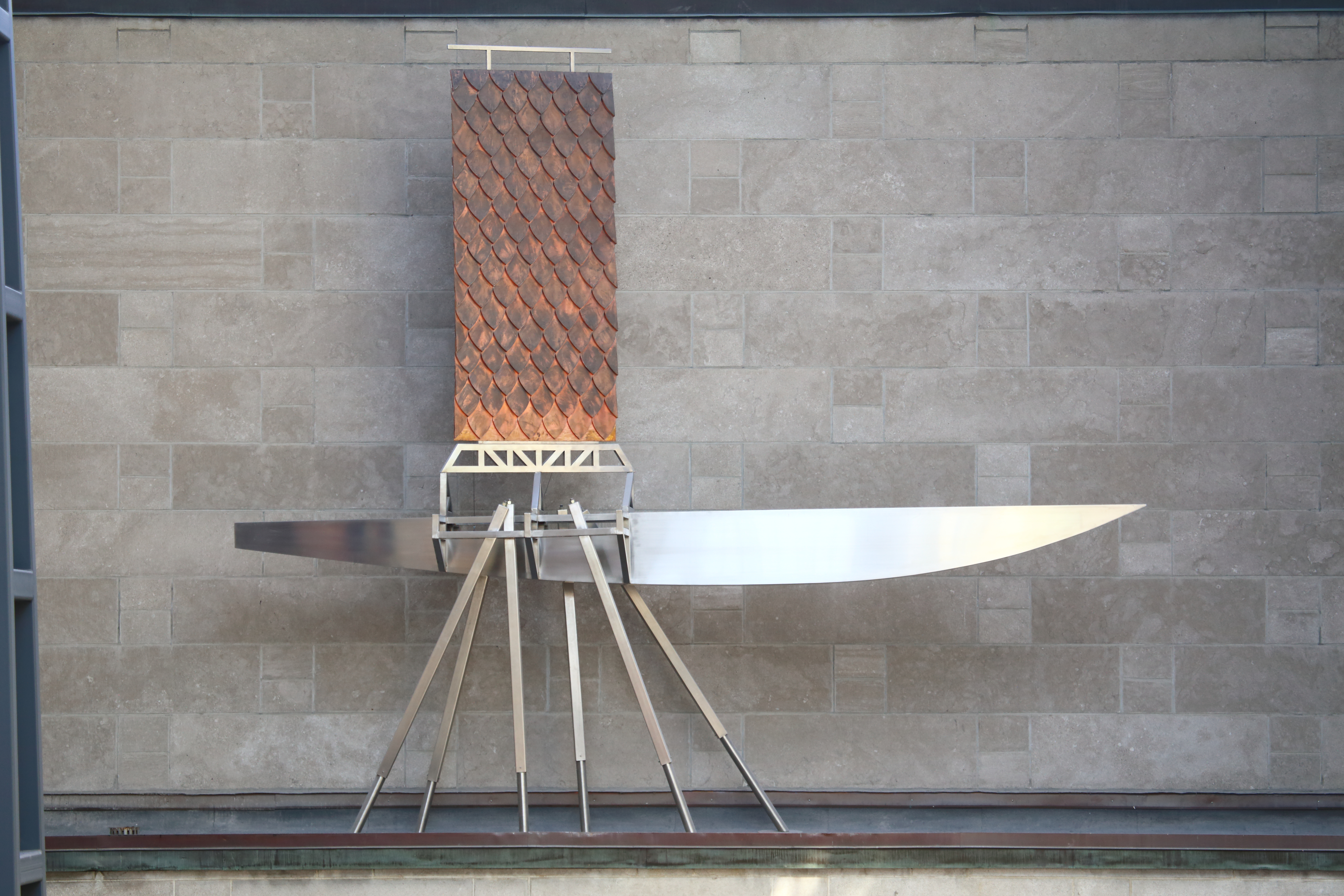
L'odyssée de Jacek Jarnuszkiewicz
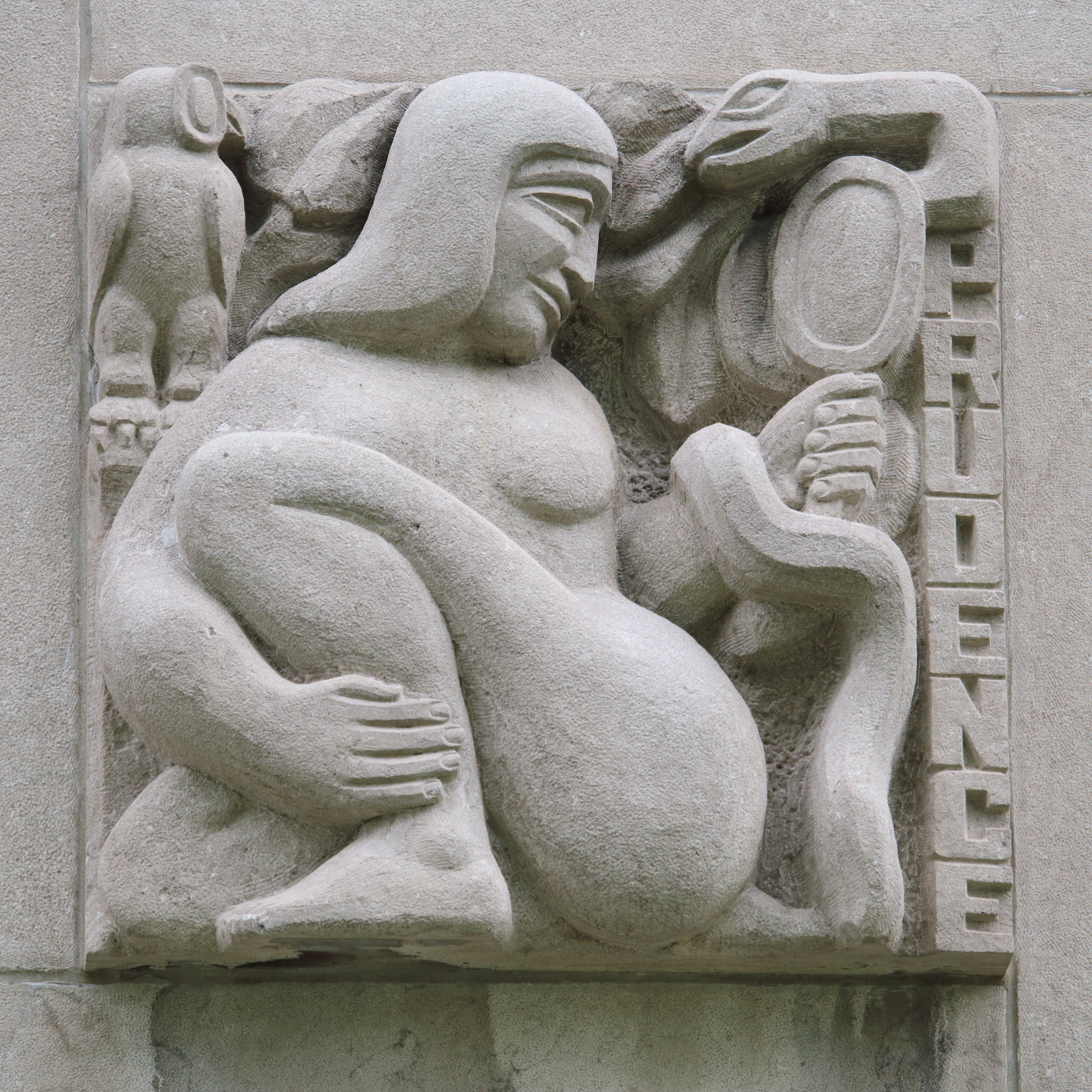
La prudence de René Thibault
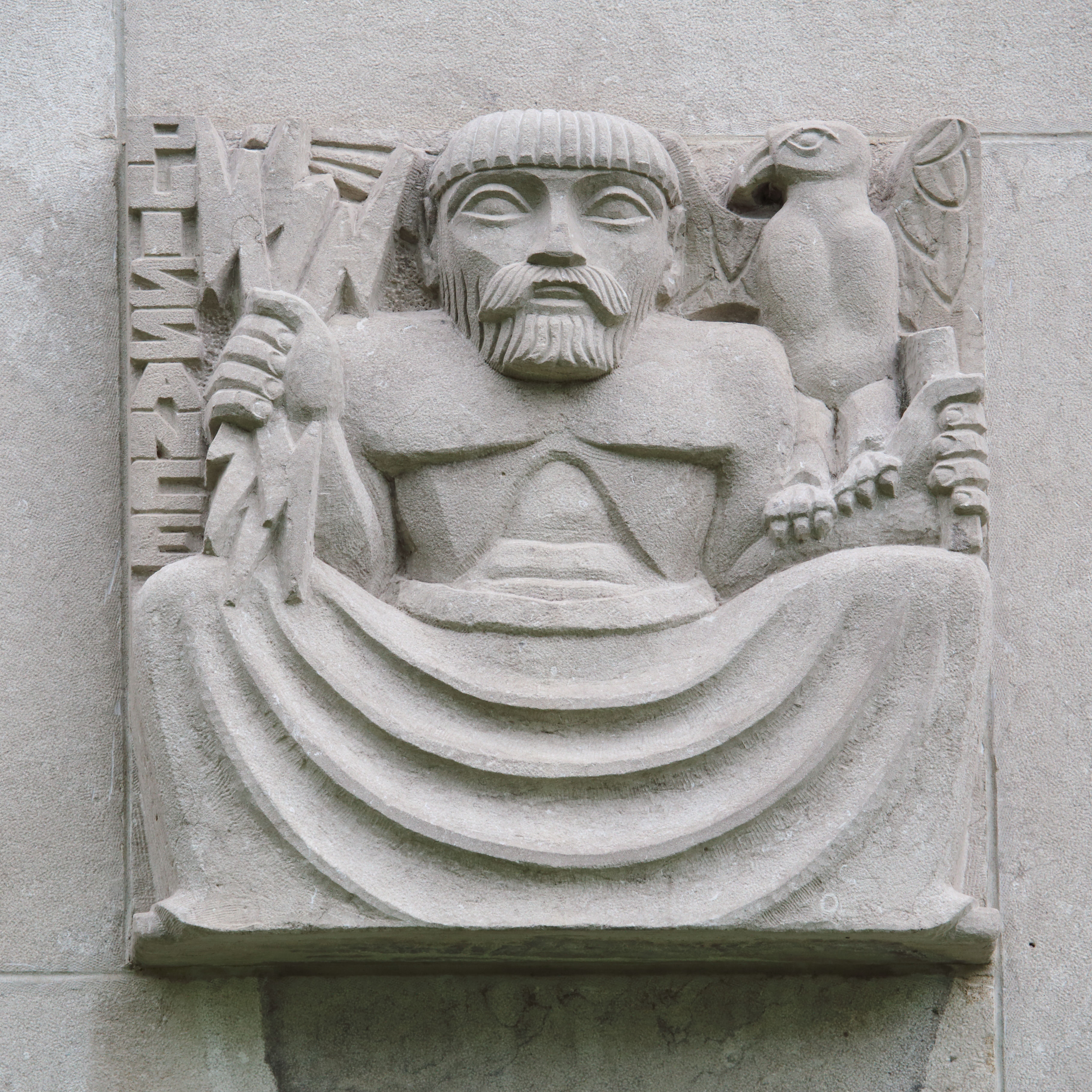
La puissance de René Thibault
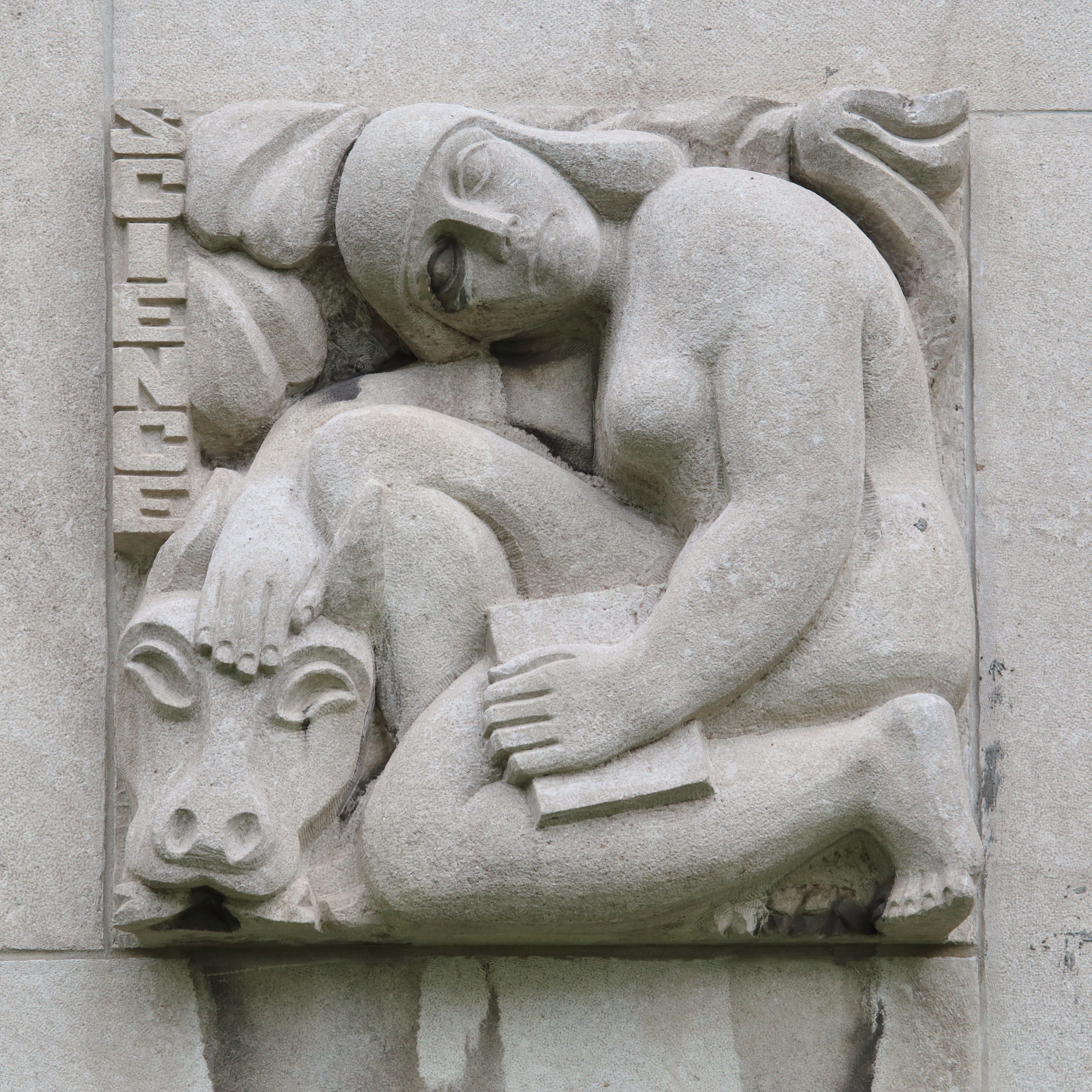
La science de René Thibault
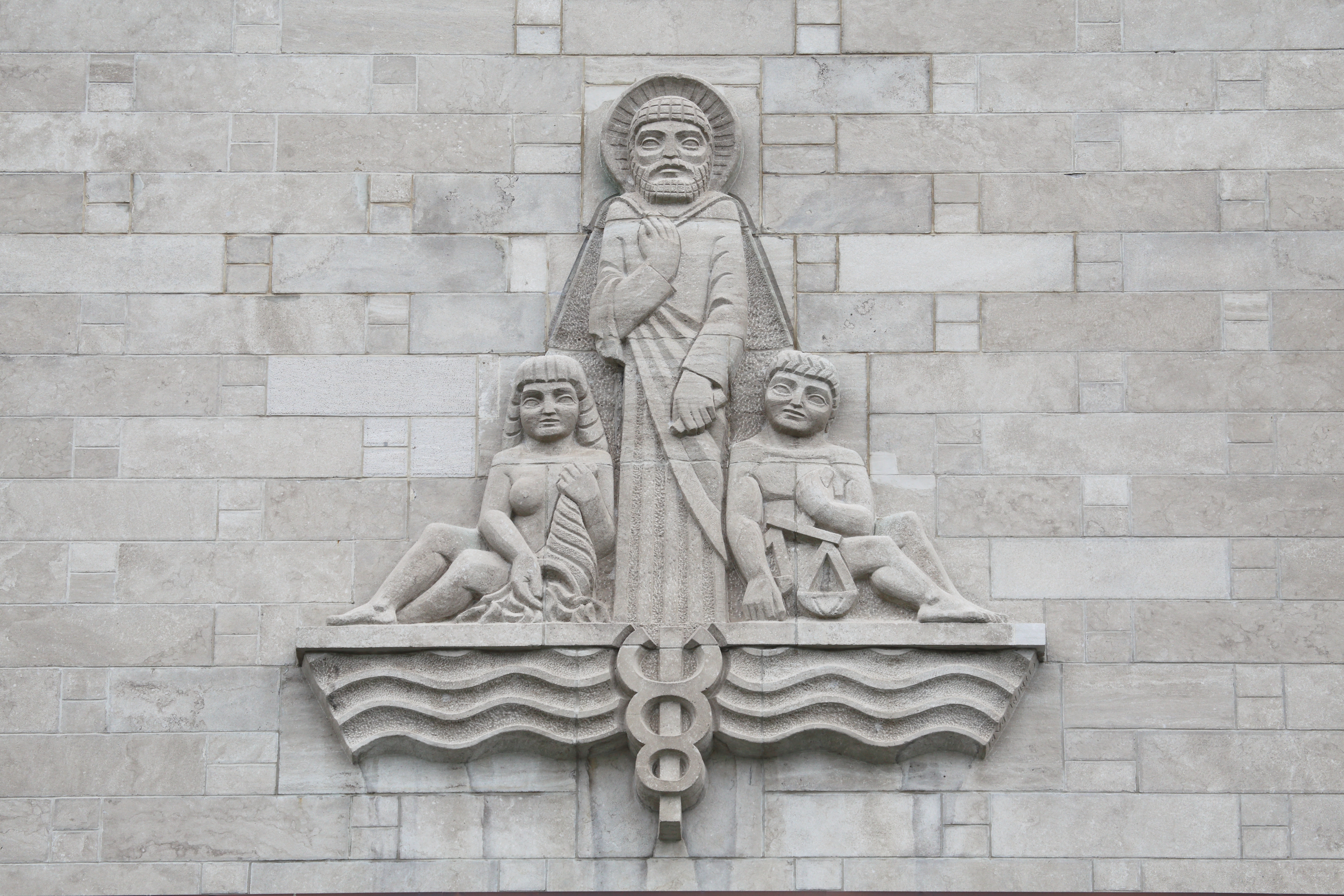
Saint Matthieu, l'offre et la demande de Clément Paré
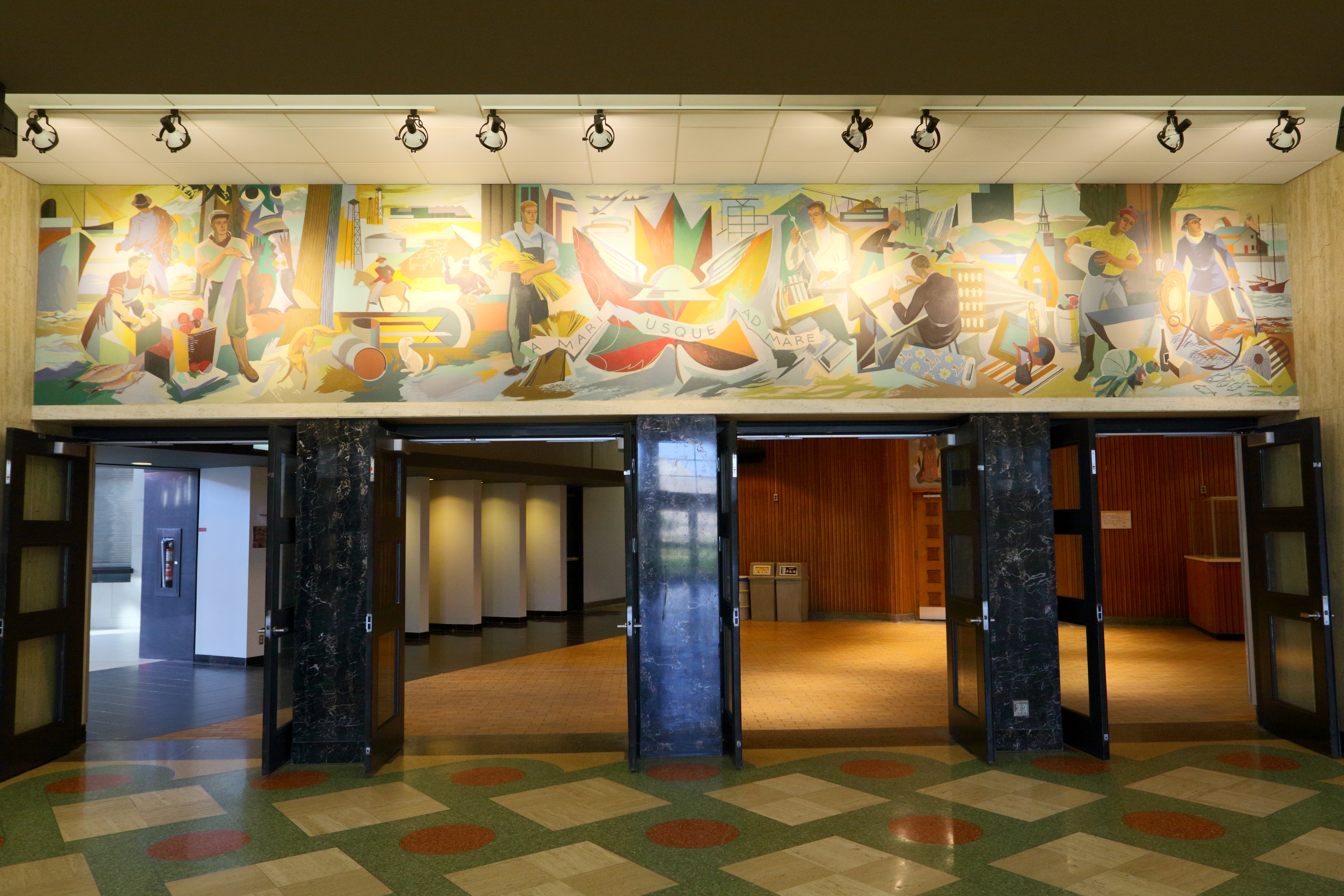
A mari usque ad mare d'Omer Parent.